# Kombuča
Kombúča, tudi kombúša, pomeni vrsto fermentiranega, nekoliko mehurčastega napitka iz sladkanega čaja. V osnovi ima kiselkasto-sladkast okus, ki spominja na jabolčno vino. Beseda se uporablja tudi kot sopomenka za čajno gobo, želatinasto tvorbo iz ocetnokislinskih bakterij in kvasovk, ki se uporablja za pripravo tega napitka.
Kombučo naj bi poznali že več kot dve tisočletji. Izvirala naj bi iz Kitajske, kjer še danes velja za tradicionalni napitek. V Evropi je kombuča postala priljubljena na začetku 20. stoletja, ko se je najprej njena uporaba razširila v Rusijo, nato v druge dele Vzhodne Evrope in v Nemčijo. Danes kombučo proizvajajo povsod po svetu. Napitek se pripravlja doma, na trgu so pa tudi ustekleničene, komercialno proizvedene kombuče. Leta 2019 je svetovni trg kombuče predstavljal okoli 1,7 milijarde ameriških dolarjev.
Čajna goba je oblika simbioze ocetnokislinskih bakterij in ene ali več kvasovk v celulozni membrani. Podobna je kisovi matici, saj plava na vrhu tekočine in zavzema obliko posode, v kateri se nahaja, izgleda kot sivkasto bela palačinka, na otip je usnjasta in neelastična, debelina je odvisna od tega, kako dolgo se razvija in kako kisla je čajna vsebina. Ko je zrelejša, spremeni barvo v rjav odtenek, na to pa vplivajo tudi hranila iz čaja.

## Zgodovina
Uporaba napitka iz kombuče naj bi segala 200 let pred naše štetje na Daljni vzhod (predvsem na Kitajsko, tudi na Japonsko). Iz njega so pripravljali tako imenovani »božji čaj« ali »eliksir življenja« ali »čaj nesmrtnosti«, in verjeli, da ima čarobno moč ter omogoča večno življenje. Kombuča oziroma kombuša ali kombu-čaj naj bi se imenoval po korejskem zdravniku Kombu. Z njim naj bi ozdravil prebavne motnje takratnega japonskega cesarja Imperiorja. Konec 19. stoletja so napitek pripravljali tudi v Rusiji, od koder je desetletja kasneje prišel tudi v Evropo.

## Sestavine
Fermentacijsko kulturo, ki se imenuje tudi čajna goba, sestavljajo mikroorganizmi. Gre za obliko tako imenovane simbiotične kulture bakterij in kvasovk (v angleščini SCOBY, Symbiotic Culture Of Bacteria and Yeast). V čajni gobi so v sožitju različne ocetnokislinske bakterije (Acetobacter xylinum, Acetobacter aceti, Acetobacter pasteurianus, Gluconobacter oxydans) in kvasovke (npr. Saccharomyces sp., Zygosaccharomyces kombuchaensis, Torulopsis sp., Pichia spp., Brettanomyces sp. in Zygosaccharomyces bailii). Osamili so tudi različne mlečnokislinske bakterije. Mikroorganizmi potrebujejo sladkorje za rast in proces fermentacije in s tem tvorbo mlečne kisline in etanola, zato jih je treba čaju dodati. Uporabljajo se različni sladkorji (saharoza, fruktoza, glukoza …), ki imajo tudi različen vpliv na fermentacijo.
Ker so prisotne različne vrste mikroorganizmov, ki imajo tudi različne presnovne poti, različne koncentracije sladkorja in različna časovna obdobja fermentacije, se sestava napitka razlikuje. Običajno so prisotni različni sladkorji (glukoza, fruktoza, saharoza), organske kisline (ocetna, glukonska, citronska, mlečna, butirna, maleinska in oksalna kislina), etanol, encimi, vitamini B kompleksa, aminokisline, glicerol in polifenoli.
Med fermentacijskim procesom se pH napitka znižuje, kar je posledica naraščanja vsebnosti organskih kislin. Kombuča čaj običajno vsebuje manj kot 0,5 % alkohola in to jo uvršča med nealkoholne pijače.
Kislost in šibek alkoholni element kombuče omogočata odpornost pri morebitni kontaminaciji s pogostimi bakterijskimi sporami v zraku. Prav tako so bakterije in plesni v kulturi kombuče sposobne proizvajati antimikrobne zaščitne molekule.

## Trditve o zdravilnosti
Objavljenih je malo zanesljivih in objektivnih raziskav o ugodnih vplivih kombuče na zdravje. Proizvajalci kombuče trdijo, da kombuča:
- podaljšuje življenje,
- razstruplja telo,
- povečuje raven energije,
- preprečuje nekatere vrste raka in pomaga pri okrevanju po rakavih obolenjih,
- izboljšuje oslabljen vid in sivo mreno,
- zmanjša stresno delovanje trebušne slinavke,
- razbremeni delovanje jeter,
- zdravi artritis, lajša bolečine v sklepih,
- ustavlja drisko in hkrati zdravi zaprtje,
- ker vsebuje antioksidante krepi imunski sistem in preprečuje škodljivo delovanje prostih radikalov,
- odpravlja plešavost, sive lase in obnavlja lasno strukturo,
- omogoča bolj zdravo, čvrsto in elastično kožo,
- zdravi depresijo, anksioznost, motnje spanja in izboljša obvladovanje stresa,
- pospeši telesno presnovo, kar omogoča uspešno zmanjšanje telesne teže …

## Priprava
Pri pripravi kombuče je treba uporabljati sterilne posode in pripomočke, da ne pride do onesnaženja s plesnimi in patogenimi mikroorganizmi. Recepti se razlikujejo, vendar se običajno v vrelo vodo namočijo listi črnega čaja. Uporablja se tudi zeleni čaj, lahko pa tudi sadni čaji brez kofeina. Nato se doda saharoza (beli ali rjavi sladkor) kot sladilo, običajno v količini 50 do 150 g/L (5 do 15 %). Čaj se lahko sladka tudi z drugimi sladili (raztopina glukoze, fruktoza), ne uporabljamo pa surovega medu, laktoze, ksilitola ali drugih umetnih sladil. Po okoli 10 minutah se čajni listi odvzamejo ter se nato čaj pusti ohlajati na sobno temperaturo. Nato se sladkanemu ohlajenemu čaju doda fermentacijska kultura iz predhodne serije izdelane kombuče. Kulturo kombuče položimo na vrh napitka tako, da plava na površini. Površina kombuče ni nujno stalno vlažna in se s časom lahko tudi potopi na dno posode. Potrebno se je izogniti stiku kombuče s kovinami, nakitom ... Posoda se nato pokrije s čisto bombažno krpo in pusti na sobni temperaturi 7 do 10 dni. Če fermentacija traja več kot 10 dni, lahko kislost napitka naraste tudi do te mere, da izdelek ni varen za uživanje. Postopek fermentacije se konča, ko se iz napitka odstrani kultura oziroma čajna goba. Končni izdelek je nekoliko mehurčkast. Tako pripravljena kombuča se precedi in je primerna za nadaljnje uživanje.
Čajna goba, ki se odstrani, se shrani z nekoliko količine novo izdelanega napitka, in se nato uporabi za izdelavo nove serije kombuče.

## Previdnostni ukrepi
S previdnostjo pri pripravi in shranjevanju se preprečuje onesnaženje. Pomembna je čistoča rok, pripomočkov in okolja, ustrezna temperatura in ustrezen čas fermentacije.
Ker s fermentacijo čaj postaja vse bolj kisel, se pojavlja nevarnost izluževanje potencialno nevarnih snovi iz fermentacijske posode, zato je najbolj priporočljivo uporabljati steklene vsebnike ali nerjaveče posode, ki ne vsebujejo svinca, lesene ali lakirane glinene sklede. Pri pripravi oziroma pri fermentaciji mora napitek imeti dostop do zraka, zato je pokrit z bombažno krpo, da diha in hkrati onemogoča onesnaženje.
Možnost kontaminacije je sicer manjša kot pri drugih živilih, ker med pripravo kombučinega čaja nastajajo kisle organske kisline in antibiotične snovi, ki zavirajo rast kontaminantov. Če se kultura kontaminira, so to najverjetneje plesni, ki so pogosto zelene, modre ali črne barve, in tako sestavino je treba zavreči.
Razen razvoja plesni je zelo malo znanih podatkov o neželenih učinkih in toksičnosti kombučinega čaja, večinoma se pojavljajo v osamljenih primerih. Obstaja tudi možnost poškodbe jeter pri ljudeh, ki čaj uživajo vsak dan. Kislost pijače lahko vpliva na proizvajanje želodčne kisline ali spreminjanje mikroflore v prebavnem traktu. V nekaterih primerih, ko ljudje s pitjem čaja pretiravajo, se lahko razvije akutna presnovna acidoza oziroma laktacidoza, ki se kaže kot znižanje vrednosti pH telesnih tkiv in krvi. Omenjeni zaplet se verjetno pojavi tudi pri osebah, ki so imele tovrstne težave že prej. Čaj naj bi bil povezan tudi z miozitisom, vnetjem mišic, ki se lahko pojavi pri okužbi ali sočasni uporabi zdravil za zniževanje lipidov v krvi.  Pojavile naj bi se tudi nekatere alergijske reakcije. Osebe z zdravo presnovo in imunskim sistemom lahko uporabljajo kulture kombuče, medtem ko je pri osebah z imunosupresijo potreben zdravniški nadzor pri uporabi le-te. Na tržišču se pojavljajo izdelki (kapsule in čajne vrečke), ki naj bi vsebovali suho obliko kombuče, vendar ni potrebnih zagotovil o koristnosti.